# Patatas enmascaradas
Las patatas enmascaradas son un plato tradicional de la cocina catalana que hacían antiguamente los payeses para aprovechar la sangre y los menuillos del cerdo. Actualmente hay muchas variaciones, por ejemplo chafando las patatas con un tenedor y refriéndolas mezclándolas con col y morcilla negra. Es típico de Berga, muy popular en el Bergadá y zonas de montaña. El mejor tiempo para comerlas es en invierno, porque son muy consistentes y grasosas. El vino tinto es un buen acompañante junto con pan de payés, ensalada de escarola y col confitada.